# Helmut Matthes
Helmut Matthes (geboren am 2. Dezember 1935; gestorben am 7. Juli 2019) war ein deutscher Gesellschaftswissenschaftler und Diplomat.

## Leben
Matthes studierte Wirtschaftswissenschaften in Leipzig und wurde 1963 promoviert. Seine Habilitation erfolgte 1966. Als Hochschullehrer am Institut für Politische Ökonomie an der Technischen Hochschule Leuna-Merseburg war er von 1964 bis 1972 tätig. Von 1973 bis 1976 war er Botschafter der DDR in Tansania. Danach war er bis 1982 Hochschullehrer am Institut für Internationale Beziehungen an der Akademie für Staat und Recht in Potsdam und erhielt eine Auszeichnung  als „Verdienter Hochschullehrer des Volkes“. 
1975 wurde er mit dem Vaterländischen Verdienstorden in Bronze geehrt. Zu dieser Zeit war er Botschafter in Tansania, Madagaskar und Mauritius.
Von 1983 bis 1988 war er Botschafter der DDR in Mosambik. In seiner diplomatischen Tätigkeit im Rahmen von Zweitakkreditierungen und als Delegationsleiter war er auch auf den Seychellen, Madagaskar, Lesotho und Mauritius tätig. Anschließend wirkte er von 1989 bis 1991 wieder als Hochschullehrer in Potsdam. 
Matthes war Mitbegründer der alle zwei Jahre stattfindenden Treffen der „Freunde Mosambiks“.
| Personendaten    | Personendaten                                                        |
| ---------------- | -------------------------------------------------------------------- |
| NAME             | Matthes, Helmut                                                      |
| KURZBESCHREIBUNG | deutscher Gesellschaftswissenschaftler, Hochschullehrer und Diplomat |
| GEBURTSDATUM     | 2. Dezember 1935                                                     |
| STERBEDATUM      | 7. Juli 2019                                                         |